# Perves
Perves és un poble de la comarca de l'Alta Ribagorça, del terme municipal del Pont de Suert, que el 2019 tenia censats 2 habitants. Fins al 1968 pertanyia a l'antic terme de Viu de Llevata.
Es troba a 1.198,1 metres d'altitud, al peu de la Creu de Perves. S'hi accedeix per la N-260, entre el Pont de Suert i la Pobla de Segur, després d'haver passat per Viu de Llevata si hom ve del Pont de Suert.
L'església del poble, que té la categoria de parroquial, és dedicada a sant Fruitós; és un ample edifici amb campanar octogonal. Prop del poble, a més, hi ha l'ermita de Santa Llúcia. La parròquia de Sant Fruitós de Perves pertany al bisbat de Lleida, pel fet d'haver pertangut, a l'edat mitjana, al bisbat de Roda de Ribagorça. Format part de la unitat pastoral 24 de l'arxiprestat de la Ribagorça, i és regida pel rector del Pont de Suert.

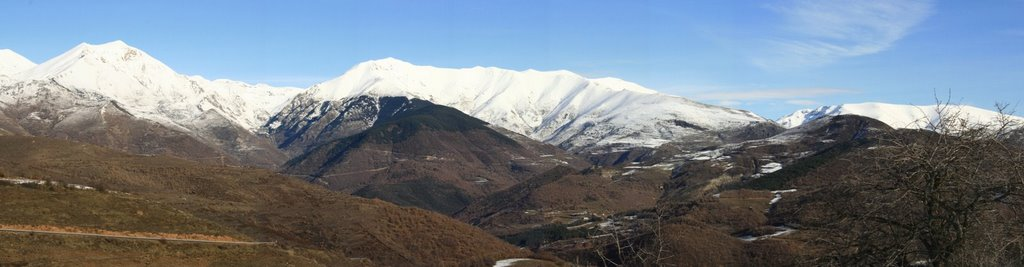
El paisatge de Perves

## Etimologia
Segons Joan Coromines, Perves prové de villas pervias, masies travessades per un camí, que fan referència a una via de comunicació antiquíssima.

## Història
En el Fogatge del 1553 hi consten 10 focs (uns 50 habitants).
Va pertànyer a la baronia d'Erill, després comtat, fins a l'extinció dels senyorius, el 1831. Del seu castell, esmentat el 1080 i el 1094, a les convinences pallareses, actualment no en queda res.
Pascual Madoz parla de Perbes en el seu Diccionario geográfico... del 1845. Descriu el poble dient que és damunt d'una roca, a la dreta d'un barranc, ventilat de tots els vents. El clima fes red, propens a inflamacions, cadarns i reumes. Constava de 13 cases, dues capelles (dedicades a santa Llúcia i sant Cristòfol, i l'església parroquial, dedicada a sant Fructuós, de la qual depenia la de les Esglésies. El cementiri era al costat de l'església, i fora del poble hi havia una font escassa, sobretot a l'estiu, i una bassa per a abeurar el bestiar.
El terreny és muntanyós, àrid i trencat, especialment la part de llevant, de molt mala qualitat; la resta, de mitjana. Hi havia molts prats de secà i uns quants hortets que es reguen amb l'aigua de petites fonts. També hi havia bosc per a llenya. S'hi produïa blat de qualitat inferior, patates i pastures, i s'hi criaven ovelles, vaques i eugues, tots tanshumants. Hi havia poca caça i molts llops. La població era de 5 veïns (caps de família) i 49 ànimes (habitants).

## Festa
El segon diumenge d'agost se celebra la festa del poble, ja que és l'època de l'any en què hi ha més persones residint-hi. L'estiu del 2003 es va commemorar el 25è aniversari de la festa del poble amb una paella per a 90 persones i diversos actes. Tenint en compte que a l'hivern són 5 els seus habitants, es pot considerar que és tot un èxit haver reunit tanta gent aquell dia.

## Llocs d'interès
La carretera N-260, per la qual s'accedeix, té diversos revolts amb espai suficient com per aturar-se amb seguretat, en ells, es poden obtenir unes vistes magnífiques de les serres del Pallars Sobirà. En especial a l'hivern, amb els cims nevats.
- Església de Sant Fruitós de Perves
- La Creu de Perves
- La Serra

## Galeria d'imatges

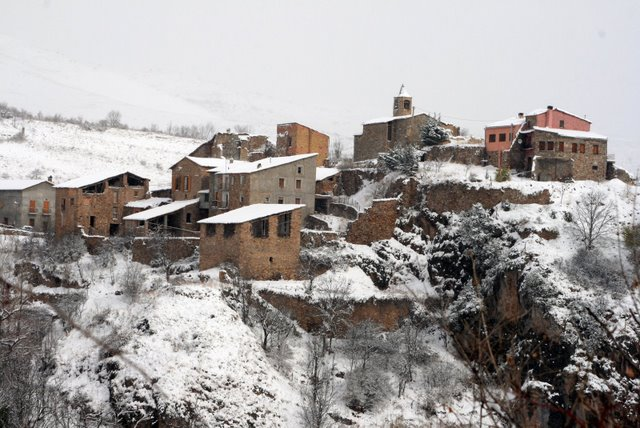
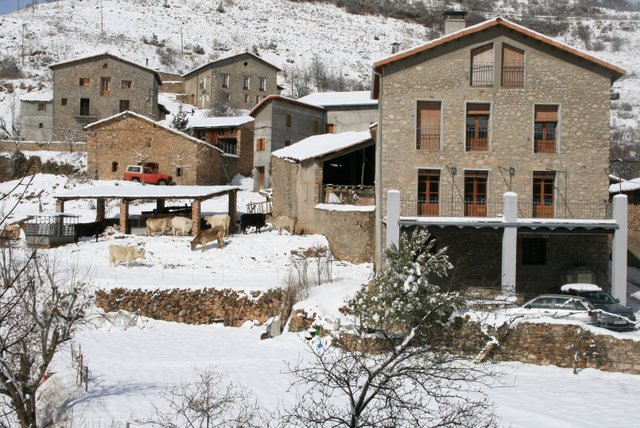
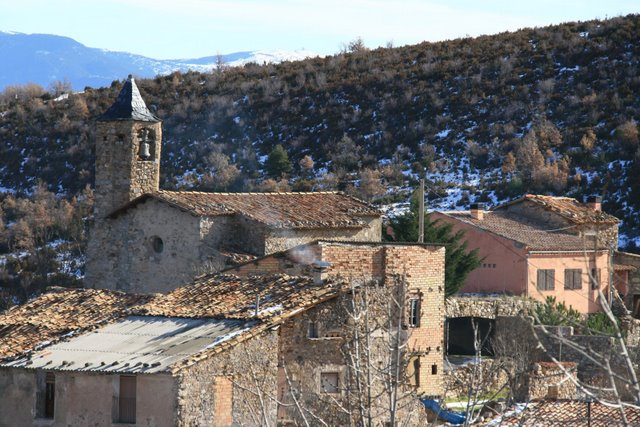
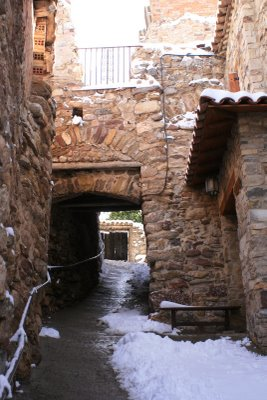